# Medien & Kommunikationswissenschaft
Medien & Kommunikationswissenschaft ist ein Fachmagazin im Nomos Verlag für Medien- und Kommunikationswissenschaftliche Themen. Aus allen Medienbereichen sollen Stand der Forschung und der öffentlichen Diskussion widergespiegelt werden. Das Magazin hat einen Jahresumfang von ca. 600 Seiten und enthält Artikel, Rezensionen sowie eine Zeitschriftenlese und eine Literaturübersicht. Ab dem Jahrgang 2000 sind die Inhalte online verfügbar.
Die Redaktion besteht 2017 aus: Joan Kristin Bleicher, Uwe Hasebrink, Anja Herzog, Sascha Hölig, Claudia Lampert, Wiebke Loosen, Christiane Matzen, Cornelius Puschmann, Jan-Hinrik Schmidt, Hermann-Dieter Schröder, Wolfgang Schulz und Hans-Ulrich Wagner.